# Падіння на Юпітер небесного тіла (2009)

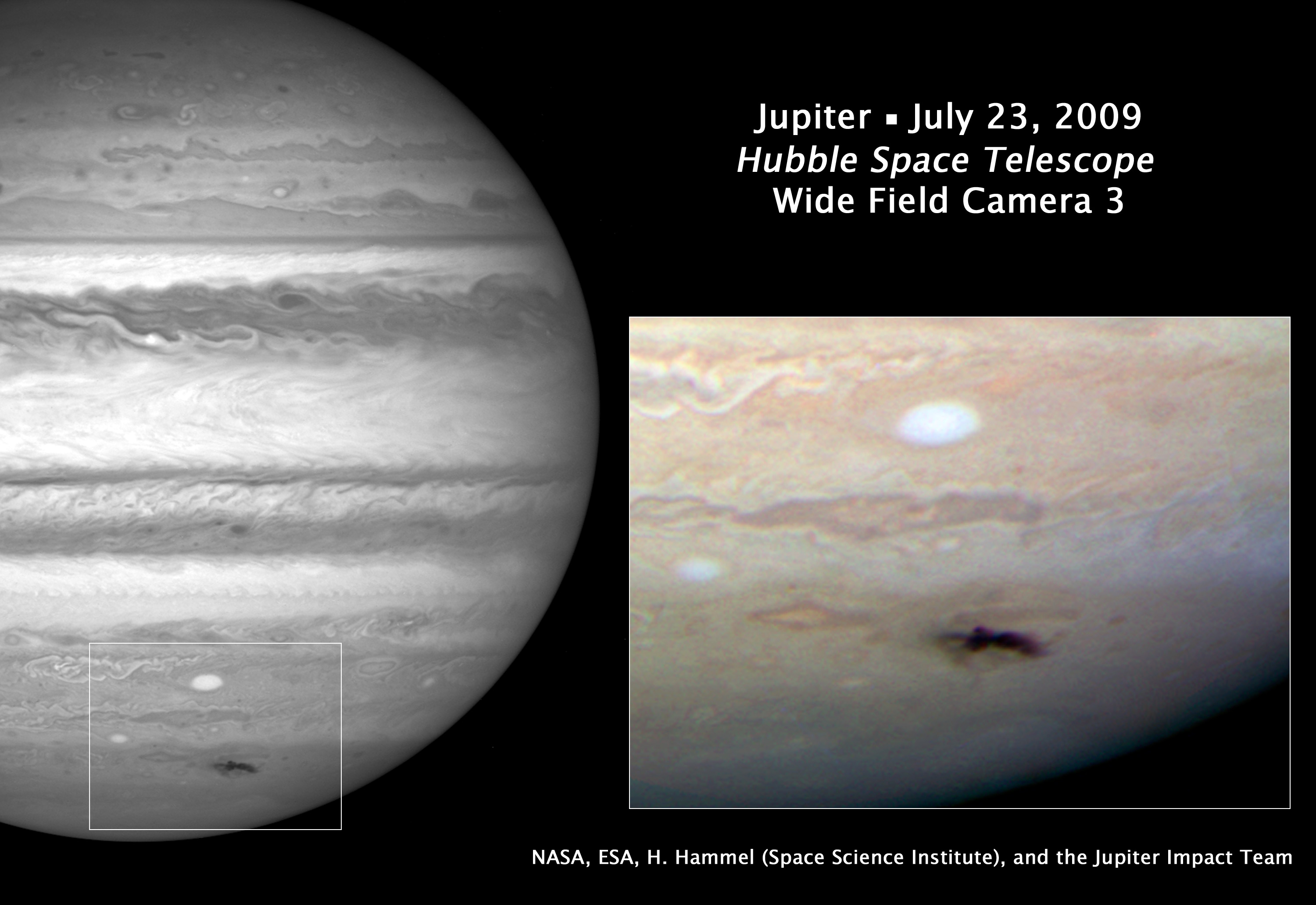
Темна пляма на поверхні Юпітера: судячи з усього, слід від падіння комети

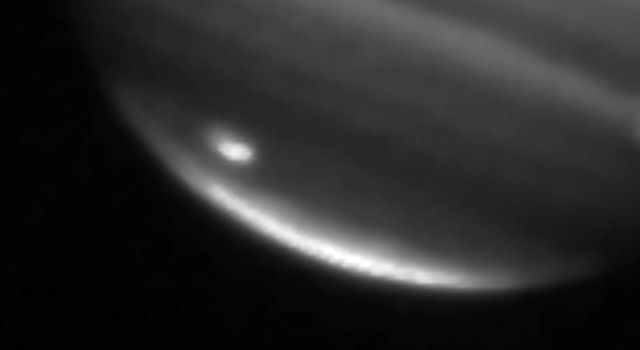
Сліди зіткнення, зняті інфрачервоним телескопом IRTF

Падіння небесного тіла на Юпітер сталося у липні 2009 року. Воно призвело до утворення чорної плями в атмосфері планети, розмірами приблизно з Тихий океан. Це другий випадок, коли вдалося спостерігати наслідки зіткнення небесного тіла з Юпітером: першим було падіння комети Шумейкерів — Леві 9 (1994 року).

## Відкриття
Австралійський астроном-любитель Ентоні Веслі (англ. Anthony Wesley) помітив сліди падіння 19 липня 2009 року, приблизно о 13:30 UTC. У своїй домашній обсерваторії він здійснював спостереження неба за допомогою 14,5-дюймового телескопа-рефлектора, підключеного до комп'ютера. Спершу він вважав, що чорна пляма — це звичайний полярний шторм. Але невдовзі, коли умови спостереження поліпшилися, він зрозумів, що це явище схоже на слід зіткнення. Збагнувши це, Ентоні Веслі повідомив інших астрономів, зокрема в Лабораторії реактивного руху в Пасадені.

## Дослідження
Обсерваторія ім. В. М. Кека та інфрачервоний телескоп НАСА IRTF підтвердили наявність плями. В інфрачервоному випромінюванні пляма була яскравою: це свідчило про те, що зіткнення нагріло ділянку площиною 190 млн кв. км в атмосфері Юпітера поблизу його південного полюса. Точні координати — 305 W, 57 S. Вчені також помітили ознаки підвищеного вмісту аміаку в місці удару. Це свідчить, що тіло, яке впало, було кометою.